# Marzena Michalska
Marzena Michalska (20 ottobre 1975) è una siepista polacca naturalizzata italiana, primatista italiana sulla distanza per tre anni.

## Biografia
Nata in Polonia, nazione per cui gareggia sino al 2002, vestendo 21 volte la maglia della nazionale e conquistando in tutto otto titoli nazionali, dal 2003 è cittadina italiana a seguito del suo matrimonio, del 2001, con Claudio Piana, organizzatore del Circuito città di Biella,, vanta due titoli italiani assoluti (2003 e 2004) e sette presenza in Nazionale, tra cui una ai Campionati europei di atletica leggera 2006.
Sui 3000 metri siepi vanta la 4ª miglior prestazione italiana di sempre. Ferma un anno per maternità, torna a gareggiare nel 2011 a 36 anni, ma abbandona la sua specialità e si dedica ai 5000 m e si 10000 m.

## Record nazionali
- 3000 m siepi: 10'07"59 ( Ancona, 5 luglio 2003)
- 3000 m siepi: 9'54"62 ( Ostrava, 8 giugno 2004) sino al 10 agosto 2006

## Progressione

### 3000 metri siepi
| Stagione | Risultato | Luogo    | Data       | Rank. Mond. |
| -------- | --------- | -------- | ---------- | ----------- |
| 2007     | 10:40.72  | Rethymno | 18/07/2007 |             |
| 2006     | 9:54.71   | Kaunas   | 01/07/2006 |             |
| 2004     | 9:54.62   | Ostrava  | 08/06/2004 |             |
| 2003     | 10:07.59  | Ancona   | 05/07/2003 |             |
| 2002     | 10:21.61  | Ancona   | 10/07/2002 |             |

## Palmarès
| Anno | Manifestazione | Sede     | Evento     | Risultato  | Prestazione | Note |
| ---- | -------------- | -------- | ---------- | ---------- | ----------- | ---- |
| 2006 | Europei        | Göteborg | 3000 siepi | Semifinale | 10'11"21    |      |

## Campionati nazionali
1997
- Oro ai campionati polacchi, 5000 m - 16'34"14

1998
- Bronzo ai campionati polacchi, 10000 m - 33'45"26
- Bronzo ai campionati polacchi, 5000 m - 16'20"99

1999
- 8ª ai campionati polacchi, 5000 m - 16'32"06

2000
- 5ª ai campionati polacchi, 10000 m - 34'39"08
- Bronzo ai campionati polacchi, 5000 m - 16'09"01
- 4ª ai campionati polacchi indoor, 3000 m - 9'42"36

2001
- Argento ai campionati polacchi, 10000 m - 34'19"27
- Bronzo ai campionati polacchi, 5000 m - 16'17"36
- Argento ai campionati polacchi di corsa campestre - 15'23"

2002
- Oro ai campionati polacchi, 10000 m - 33'16"64

2003
- Oro ai Campionati italiani assoluti, 3000 metri siepi - 10'21"68

2004
- Oro ai Campionati italiani assoluti, 3000 metri siepi - 10'20"36

2006
- Bronzo ai campionati italiani assoluti, 3000 m siepi - 10'17"38
- 6ª ai campionati italiani di corsa campestre - 13'02"

2007
- 4ª ai campionati italiani assoluti, 5000 m - 16'54"86

2008
- 7ª ai campionati italiani di corsa campestre - 25'19"

2009
- Bronzo ai campionati italiani assoluti, 10000 m - 34'36"34
- Bronzo ai campionati italiani assoluti, 5000 m - 16'15"09

2011
- 6ª ai campionati italiani assoluti, 10000 m - 33'58"72

2012
- 15ª ai campionati italiani assoluti, 10000 m - 35'54"56

## Altre competizioni internazionali
2000
- 14ª alla BOclassic ( Bolzano), 5 km - 17'40"

2001
- Oro al Cross di Cossato ( Cossato) - 14'15"

2002
- Argento alla Mezza maratona di Pavia ( Pavia) - 1h16'24"
- 11ª alla BOclassic ( Bolzano), 5 km - 16'51"
- 5ª al Giro podistico internazionale di Castelbuono ( Castelbuono), 5,6 km - 19'49"
- 5ª alla Cinque Mulini ( San Vittore Olona) - 20'31"
- 7ª al Campaccio ( San Giorgio su Legnano) - 22'02"
- 5ª al Cross della Vallagarina ( Villa Lagarina) - 18'07"
- 6ª al Cross di Alà dei Sardi ( Alà dei Sardi) - 17'49"

2003
- 14ª al Giro Media Blenio ( Dongio), 5 km - 17'32"
- 4ª alla Cinque Mulini ( San Vittore Olona) - 20'05"
- Bronzo al Cross della Vallagarina ( Villa Lagarina) - 15'51"
- 12ª al Cross di Alà dei Sardi ( Alà dei Sardi)

2004
- 8ª al Giro Media Blenio ( Dongio), 5 km - 17'37"
- Oro alla Cinque Mulini ( San Vittore Olona) - 13'11"
- 8ª al Cross della Vallagarina ( Villa Lagarina) - 20'19"
- 12ª al Cross di Alà dei Sardi ( Alà dei Sardi) - 19'52"

2005
- 15ª alla BOclassic ( Bolzano), 5 km - 17'38"

2006
- 4ª alla Mezza maratona di Volpiano ( Volpiano) - 1h23'59"
- Oro alla Vivicittà Voghera ( Voghera), 12 km - 42'05"
- 10ª alla BOclassic ( Bolzano), 5 km - 17'01"

2007
- Argento alla Mezza maratona di Pordenone ( Pordenone) - 1h17'36"
- Bronzo alla Mezza maratona di Brescia ( Brescia) - 1h17'50"
- Oro alla Mezza maratona di Alessandria ( Alessandria) - 1h18'15"
- Oro al Palio delle Porte ( Martinengo), 5,5 km - 19'07"
- 12ª alla BOclassic ( Bolzano), 5 km - 16'49"
- Bronzo alla Corrida di San Lorenzo ( Zogno), 5 km - 17'25"

2008
- 10ª alla Cinque Mulini ( San Vittore Olona) - 21'28"
- 10ª al Campaccio ( San Giorgio su Legnano) - 20'51"
- 7ª al Cross della Vallagarina ( Villa Lagarina) - 19'59"
- Argento al Cross del Sud ( Lanciano) - 16'05"

2009
- 4ª alla Mezza maratona di Cantù ( Cantù) - 1h21'23"
- 7ª alla Stravicenza del Palladio ( Vicenza) - 37'27"

2011
- Oro alla Maratona di Lucca ( Lucca) - 2h43'01"
- Oro alla Mezza maratona di Cuneo ( Cuneo) - 1h19'00"
- Oro alla Mezza maratona delle Groane ( Senago) - 1h19'47"
- 14ª alla BOclassic ( Bolzano), 5 km - 17'40"

2012
- Oro alla Mezza maratona del Brenta ( Bassano del Grappa) - 1h21'44"
- 18ª alla BOclassic ( Bolzano), 5 km - 18'41"

2013
- 7ª alla Maratona di Torino ( Torino) - 2h54'12"
- Bronzo alla Mezza maratona di Brescia ( Brescia) - 1h22'00"
- Bronzo alla Mezza maratona di Biella ( Biella) - 1h25'54"